# La player (Bandolera)
«La Player (Bandolera)» es un sencillo del dúo Zion & Lennox, publicado el 23 de febrero de 2018 bajo el sello discográfico Warner Music Latina, con preventas online en páginas de streaming. Compuesto por el dúo, apoyado por Eduardo «Dynell» Vargas, Juan «Gaby Music» Rivera, Egbert «Haze» Rosa y Marco «Tainy» Masis, los últimos dos siendo los productores de la canción.

## Composición
Producido por Haze y Tainy, siendo mezclado por Gaby Music, la canción posee ritmos de reguetón mezclados con una guitarra acústica. El dúo afirma que la canción se originó en agosto de 2017, sabiendo de su potencial como nuevo sencillo. Hablando de la canción, Zion menciona “es un tema con un ritmo sabroso, para bailar y dedicarlo”.

## Recepción comercial y crítica
La canción ha recibido buenos comentarios debido al ritmo y juego de voces. Sergio Burstein de Hoy Los Ángeles comentó acerca del contenido lírico, ya que el título hace mención a “[mujeres] que van saltando de hombre en hombre”, por el contrario la canción solo posee un par de menciones no tan explícitas (“Me dijo que estaba soltera/Y ahora resulta ser/Que en su casa la esperan”).
En el aspecto comercial el sencillo fue un éxito en servicios como Spotify, logrando ser la canción más escuchada de la playlist Baila Reggaeton, además de ser la canción más escuchada de manera anual en Chile. En la decimoséptima semana del año, el sencillo alcanzó la primera posición en las listas urbano Latin Airplay de Billboard, siendo la quinta canción suya en liderar la lista pero la primera en lograrlo sin alguna colaboración o featuring.
Uno de los compositores, Gaby Music, recibió un Premio BMI en 2020 como Mejor Compositor Latino del año.

## Vídeo musical
El videoclip fue grabado en las discotecas Floyd y Space de Miami, Florida. La dirección estuvo a cargo de Kacho López, mientras la producción fue realizada por Tristana Robles, además de la participación de Shannon de Lima como modelo principal.

## Presentaciones en vivo
El sencillo fue publicado días previos a su presentación en el LIX Festival Internacional de la Canción de Viña del Mar, donde recibieron certificados por triple disco de platino por su sencillo anterior, «Otra vez». El día de su presentación estrenaron la canción en vivo, además de presentar sus éxitos previos durante la jornada de clausura.

## Posicionamiento en listas
| Listas (2018)                             | Mejor posición |
| ----------------------------------------- | -------------- |
| España (Top 100 Canciones)                | 18             |
| Estados Unidos (Hot Latin Songs)          | 12             |
| Estados Unidos (Latin Digital Song Sales) | 25             |
| Estados Unidos (Latin Pop Songs)          | 4              |
| Estados Unidos (Latin Rhythm Airplay)     | 1              |

| Listas (2018)                         | Mejor posición |
| ------------------------------------- | -------------- |
| Estados Unidos (Hot Latin Songs)      | 34             |
| Estados Unidos (Latin Pop Songs)      | 20             |
| Estados Unidos (Latin Rhythm Airplay) | 12             |

## Certificaciones
| País (Certificador) | Certificación     | Ventas certificadas |
| --- | ----------------- | ------------------- |
| Certificaciones de La player (Bandolera) |                   |                     |
| Chile (IFPI (Profovi)) | Diamante (Stream) | 61 000 000          |
| España (PROMUSICAE) | 2× Platino        | 80 000*             |
| *cifras de ventas basadas únicamente en la certificación ^cifras de envíos basadas únicamente en la certificación xcifras no especificadas basadas únicamente en la certificación |                   |                     |